# 欧州連合軍最高司令部

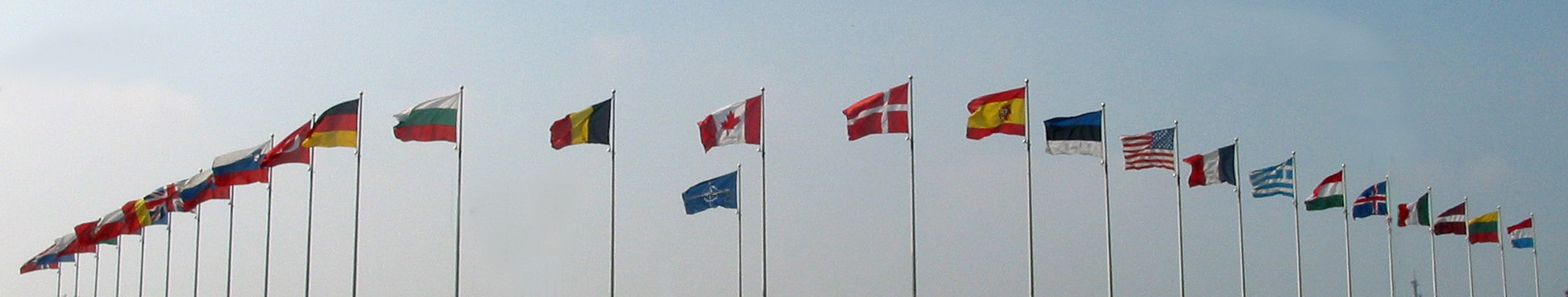
メジエール（ベルギー）の司令部にはためく加盟国国旗。

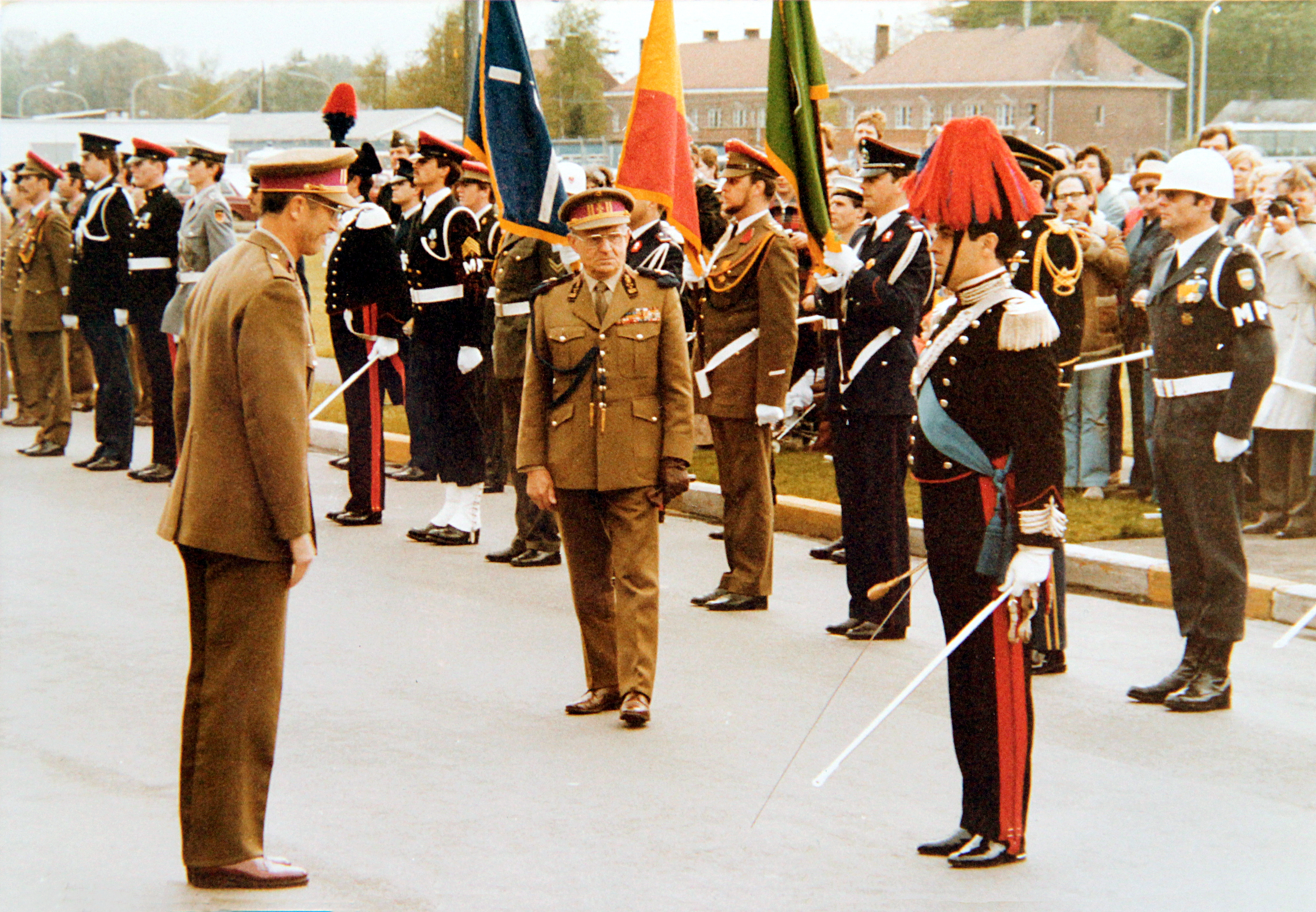
1981年、メジエール（ベルギー）の欧州連合軍最高司令部をベルギーのボードゥアン国王が訪問した際に行われた儀仗の様子。

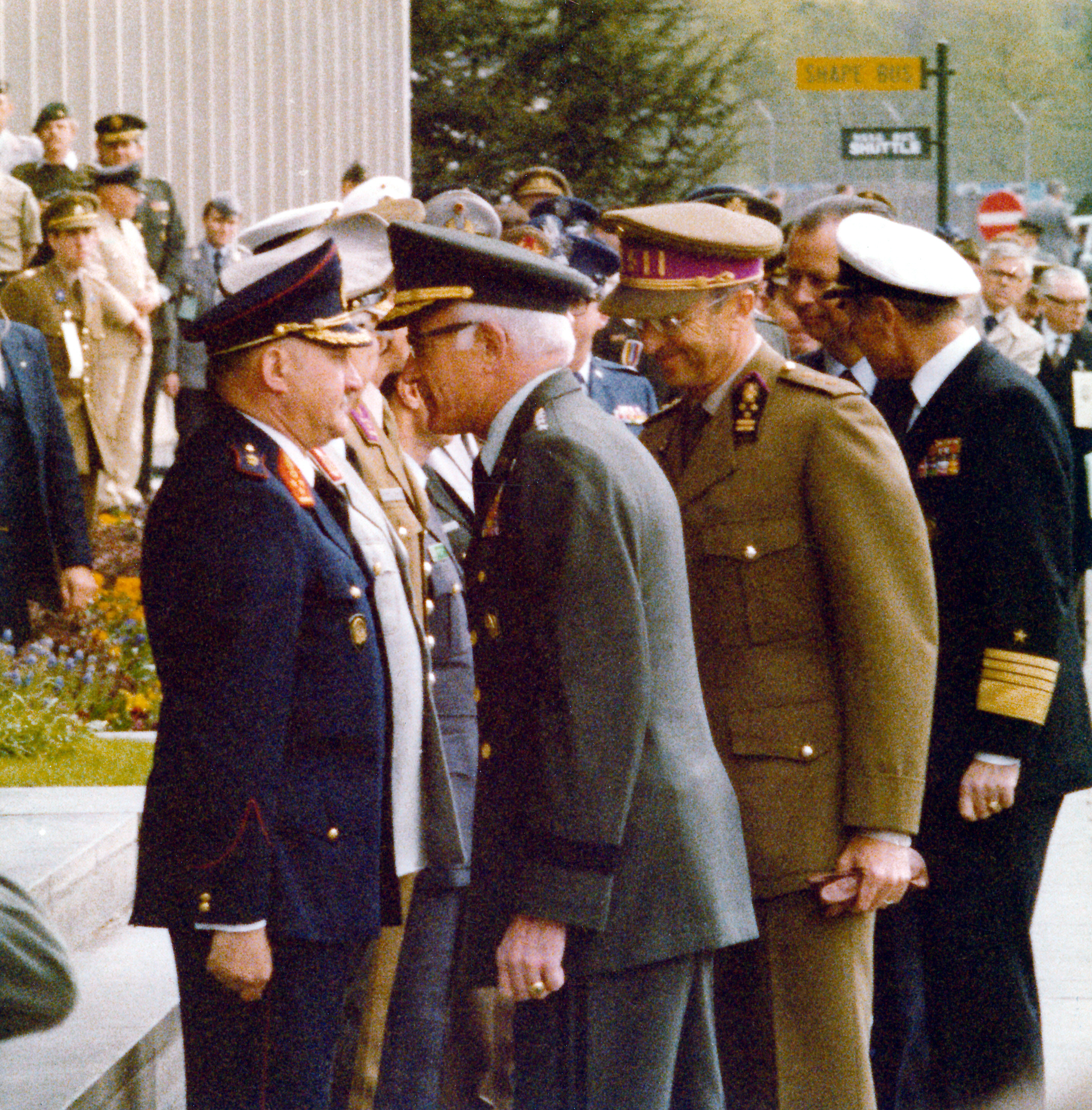
1981年、国王訪問の際、司令部前にて対面する欧州連合軍最高司令官たるロジャース大将とボードゥアン国王、フランク・スウェレン国防大臣、ベルギー軍の司令官と国家憲兵のランビロッテ大佐。

欧州連合軍最高司令部（おうしゅうれんごうぐんさいこうしれいぶ、英語：Supreme Headquarters Allied Powers Europe、略称：SHAPE、シェイプ）は、北大西洋条約機構の軍事部門のヨーロッパ大陸における最上級司令部。ベルギーモンス郊外の北にあるカストー（en:Casteau）付近に司令部施設が所在している。1951年に設立され欧州戦域（欧州連合軍、Allied Command Europe、ACE）を統括する総司令部として機能した。その後、2003年に欧州連合軍最高司令部は、作戦連合軍（Allied Command Operations、ACO）の指揮部門として改編され、世界規模での連合作戦を可能とした。活動範囲は拡大したが法的理由のため欧州を冠した伝統的名称はそのままであった。
1950年代初頭にアメリカ軍人がアメリカ欧州軍司令官と欧州連合軍最高司令官を兼務する決定についてはNATO諸国、特にアメリカ合衆国とイギリスの間で議論が生じている。

## 歴史
朝鮮戦争の勃発はヨーロッパ防衛におけるソビエト連邦による攻撃の問題を提起するきっかけとなり、欧州連合軍が設立される事になる。初代最高司令官には第二次世界大戦における対独戦でノルマンディー上陸作戦とその後の進撃で功績を上げ人気のあったドワイト・D・アイゼンハワー将軍が選ばれた。
1950年12月19日に、北大西洋条約機構理事会は最初の最高司令官としてアイゼンハワー将軍の指名を発表する。バーナード・モントゴメリー元帥は副最高司令官に着任するため西欧防衛機関の職を後任者に譲り、1958年まで副最高司令官を務めた。1951年1月1日にパリに到着後すぐに、アイゼンハワー将軍は欧州連合軍の新組織を考案する立案者小グループを組織し直ちに職務にとりかかった。恒久的施設はパリ郊外西のキャンプ・ボルゾー（ロカンクール、現在は国立情報学自動制御研究所の施設がある）に置かれ、建設中はオテル・アストリア・パリで活動していた。
1950年12月にはアメリカ陸軍第7機甲師団、イギリス陸軍ライン軍団と第7機甲師団および第11機甲師団、さらに歩兵師団が駐独・駐墺フランス軍から3個師団、西ドイツ駐留独立ノルウェー旅団、デンマーク部隊、ベルギー部隊、トリエステおよびベルリン駐留米英軍がアイゼンハワー将軍の指揮下に置かれた。アイゼンハワーのパリ到着後4日目の1月5日にはイタリア国防大臣ランドルフォ・パッチャールディと会談し、イタリア陸軍3個師団を「大西洋軍への最初の貢献」として提供され、アイゼンハワーの指揮下として受け入れる。
1951年4月2日、アイゼンハワー将軍は欧州連合軍最高司令部の下部機構である欧州連合軍の稼動命令書に署名する。同日、欧州連合軍隷下に北部連合軍と中央連合軍を稼動させる。続いて6月には南部連合軍が稼動する。1954年までに欧州連合軍は、北部欧州連合軍（オスロ）、中央欧州連合軍（フォンテーヌブロー）、南部欧州連合軍（ナポリ）、地中海連合軍（マルタ）が組織された。1952年5月当時の欧州連合軍最高司令部に並列する組織としては、大西洋連合軍最高司令部、海峡連合軍司令部、米・加地域計画作業部会がある。
当初の計画では、ソ連及び衛星諸国はNATOより優位性を確保出来ると確信したならば、優勢な地上部隊をもって侵攻してくると評価した。このように規定された内容の政策文章が、軍事委員会が作成したMC14/1であった。1956年時点を想定した戦略指針明記したMC14/1を1952年12月9日に採択した。一連の行動をライン川とホランセ・アイセル川沿いに防衛線を確立するため、西ドイツ国内の多くは遅滞行動で一時放棄される。戦略連合空軍によるソ連と衛星国の経済産業基盤を破壊する間、通常戦力はこの線を維持するとされた。1962年2月に採用した柔軟反応戦略の下で通常戦力の増強に着手した。1963年9月に軍事委員会はMC100/1を作成する、これは通常戦力を核対応に転じるまでの「仕掛け線」としての役割が否定された。これにより大量報復戦略への依存も否定された。
最終的には欧州連合軍最高司令部はアメリカの統制計画の下で、全てのイギリスの戦略型原子力潜水艦が割り当てられ、約7,000発の戦術核兵器がヨーロッパに配備にされた。

### ベルギーへ移転
欧州連合軍の歴史の中で最も重要な事件はフランスのNATO軍事機構からの脱退であった。これにより、フランス国内に置かれていたNATO機関は移転を余儀なくされた。1966年2月、シャルル・ド・ゴール大統領は英米主導の指揮権の独占構造を拒絶する声明をする。その後まもなく、フランスは軍事機構からの脱退を明らかにし、1967年4月までにフランス国内からNATO関連施設は退去する必要にせまられた。
そしてベルギーはNATO政治機構および連合軍最高司令部の受入国となった。当時の最高司令官であったライマン・レムニッツァー将軍は最高司令部施設をNATO本部の近くに設置することを望んだ。しかしベルギー当局は、司令部施設は戦時には最重要目標となるためブリュッセルから少なくとも50km離れた場所に設置するように決定した。このためベルギー政府はカストー駐屯地を提供した。そして1967年3月30日にパリ郊外ロカンクールの司令部施設は閉鎖され、翌日にはカストーの新司令部の開設式典が挙行された。
イギリス地中海艦隊の縮小は、政治的および軍事的問題にからみ、さらにフランスの脱退により組織の再編成を余儀なくされた。1967年6月5日に地中海連合軍は解散される。代わりにナポリに所在する南部欧州連合軍に割り当てられた。

### 1970年代
ベルギー・モンスに設けられた新司令部に、新任の最高司令官が着任したため国際的な注目を集める。渦中の人物はリチャード・ニクソン大統領の大統領首席補佐官を務めていたアレクサンダー・ヘイグである。ウォーターゲート事件の大詰めを迎えつつある中での急遽の就任であった為である。1979年6月25日にはモンスでドイツ赤軍による暗殺未遂事件が起きたが、ヘイグは難を逃れた。ヘイグの後継には陸軍参謀総長を務めたバーナード・ロジャーズが着任した。ロジャースが選出された際に欧州加盟国は若干の抗議を行った。

### 1982年の組織構造
| - 北部欧州連合軍、ノルウェー コルソス - 北ノルウェー連合軍、ボードー - 南ノルウェー連合軍、オスロ - バルト海近接連合軍、デンマークヴィボー県 カラップ - シュレースヴィヒ＝ホルシュタイン・ユトランド連合陸軍 - ジーランド連合陸軍 - バルト海近接連合空軍 - バルト海近接連合海軍 - 欧州連合軍機動部隊、ドイツ ゼッケンハイム - イギリス空軍、イギリス ハイ・ウィッカム空軍基地 - NATO空中早期警戒部隊、ベルギー メジエール | - 中央欧州連合軍、司令部：オランダ ブルンスム - 北部軍集団（NORTHAG） - 中央軍集団（CENTAG） - 中央欧州連合空軍 、ドイツ ラムシュタイン＝ミーゼンバッハ - 第2戦術連合空軍 - 第4戦術連合空軍 | - 南部欧州連合軍、司令部：イタリア ナポリ - ヴェローナ南部欧州連合陸軍 - イズミル南部欧州連合陸軍 - ナポリ南部欧州連合空軍 - ナポリ南部欧州連合海軍 - 地中海海軍航空部隊 - 地中海潜水艦部隊 - 地中海海軍臨時部隊 - 西部地中海司令官 - 中部地中海司令官 - 東部地中海司令官 - 北東部地中海司令官 |

## 2008年の組織構造
2つある連合軍司令部の一つ、NATOの最高司令部として機能している。もうひとつは変革連合軍司令部（ACT）。下部組織構造としては大きく3つに分かれる。
- ブルンスム統連合軍司令部、オランダ
- ナポリ統連合軍司令部、イタリア
- リスボン統連合軍司令部、ポルトガル

2003年と2006年に、主に陸上部隊の遠隔地展開能力と柔軟性の改善を目的に、NATOに新部門が設立された。新部門は北大西洋条約機構即応部隊の下で6つ設立され、これ以外に海軍司令部3つが含まれる。他にはアメリカ合衆国とフランスが派出する2つの海軍司令部が組織に含まれる。
- 連合緊急対応軍団、司令部：グロスター
- 北大西洋条約機構ドイツ＝オランダ緊急展開軍団、司令部：ミュンスター
- イタリアNATO緊急展開軍団、司令部：ミラノ
- トルコNATO緊急展開軍団、司令部：イスタンブール
- スペインNATO緊急展開軍団、司令部：バレンシア
- 北大西洋条約機構ギリシャ緊急展開軍団、司令部：テッサロニキ

北東多国籍軍団司令部はポーランドのシュチェチンに置かれ、NATO緊急展開軍団の第三階層勢力として、格下げされたギリシャ緊急展開軍団と同格となる。
- 欧州合同軍、司令部：ストラスブール　フランスは欧州連合の名目でNATOに技術協力する。

2004年には以下の高水準即応部隊司令部が設立された。
- イタリア海上部隊司令部、「C 551 ジュゼッペ・ガリバルディ」艦上
- スペイン海上部隊司令部、「L 52 カスティーリャ」艦上
- イギリス海上部隊司令部、「R 07 アーク・ロイヤル」艦上

北大西洋条約機構海上打撃・支援部隊（STRIKFORNATO）はNATO部隊の一部として、イタリアガエータを母港をする第6艦隊の指揮下に置かれる。北大西洋条約機構海軍打撃・支援部隊は最終的にフランス海軍軍人の指揮下になる。最初は「R 91 シャルル・ド・ゴール」に、次に「L 9013 ミストラル」艦上に司令部が置かれた。
アイスランド司令官は連合作戦司令部の分遣隊として残される。連合潜水艦司令部はNATO指揮拠点として機能し、大西洋艦隊潜水艦部隊司令官（ComSubLant）が存在する。ほかに特殊作戦調整センターと情報提携センターも新たに設けられる。
より高機能の北大西洋条約機構即応部隊（NRF）が確立したため、欧州連合軍機動部隊は2002年10月31日に解散された。
連合軍司令部には以下の常設部隊が追加された。
- 北大西洋条約機構空中早期警戒部隊（NAEWF）
- 第1常設NATO海洋グループ（SNMG1）
- 第2常設NATO海洋グループ（SNMG2）
- 第1常設NATO対機雷グループ（SNMCMG1）
- 第2常設NATO対機雷グループ（SNMCMG2）

## 欧州連合軍最高司令官
| 代 | 氏名・階級                                     | 所属軍         | 在任期間               |
| -- | ---------------------------------------------- | -------------- | ---------------------- |
| 1  | ドワイト・D・アイゼンハワー陸軍元帥            | アメリカ陸軍   | 1951.4.2 - 1952.5.30   |
| 2  | マシュー・リッジウェイ陸軍大将                 | アメリカ陸軍   | 1952.5.30 - 1953.7.11  |
| 3  | アルフレッド・グランサー陸軍大将（英語版）     | アメリカ陸軍   | 1953.7.1 - 1956.11.20  |
| 4  | ローリス・ノースタッド空軍大将（英語版）       | アメリカ空軍   | 1956.11.20 - 1963.1.1  |
| 5  | ライマン・レムニッツァー陸軍大将               | アメリカ陸軍   | 1963.1.1 - 1969.7.1    |
| 6  | アンドリュー・グッドパスター陸軍大将（英語版） | アメリカ陸軍   | 1969.7.1 - 1974.12.15  |
| 7  | アレクサンダー・ヘイグ陸軍大将                 | アメリカ陸軍   | 1974.12.15 - 1979.7.1  |
| 8  | バーナード・ロジャース陸軍大将（英語版）       | アメリカ陸軍   | 1979.7.1 - 1987.6.26   |
| 9  | ジョン・ガルビン陸軍大将（英語版）             | アメリカ陸軍   | 1987.6.26 - 1992.6.23  |
| 10 | ジョン・シャリカシュヴィリ陸軍大将             | アメリカ陸軍   | 1992.6.23 - 1993.10.22 |
| 11 | ジョージ・ジョルワン陸軍大将（英語版）         | アメリカ陸軍   | 1993.10.22 - 1997.7.11 |
| 12 | ウェズリー・クラーク陸軍大将（英語版）         | アメリカ陸軍   | 1997.7.11 - 2000.5.3   |
| 13 | ジョセフ・ラルストン空軍大将（英語版）         | アメリカ空軍   | 2000.5.3 - 2003.1.17   |
| 14 | ジェームス・ジョーンズ海兵大将（英語版）       | アメリカ海兵隊 | 2003.1.17 - 2006.12.7  |
| 15 | バンツ・クラドック陸軍大将（英語版）           | アメリカ陸軍   | 2006.12.7 - 2009.7.2   |
| 16 | ジェームス・スタヴリディス海軍大将（英語版）   | アメリカ海軍   | 2009.7.2 - 2013.5.13   |
| 17 | フィリップ・M・ブリードラブ空軍大将（英語版）  | アメリカ空軍   | 2013.5.13 - 2016.5.4   |
| 18 | カーティス・スカパロッティ陸軍大将（英語版）   | アメリカ陸軍   | 2016.5.4 - 2019.5.3    |
| 19 | トッド・D・ウォルターズ空軍大将（英語版）      | アメリカ空軍   | 2019.5.3 - 2022.7.4    |
| 20 | クリストファー・G・カボリ陸軍大将（英語版）    | アメリカ陸軍   | 2022.7.4 -             |

## 欧州連合軍副最高司令官
| 代 | 氏名・階級                                             | 所属軍         | 在任期間                |
| -- | ------------------------------------------------------ | -------------- | ----------------------- |
| 1  | 初代モントゴメリー子爵陸軍元帥                         | イギリス陸軍   | 1951.4.2 - 1958.9.23    |
| 2  | サー・リチャード・ゲイル陸軍大将（英語版）             | イギリス陸軍   | 1958.9.23 - 1960.9.22   |
| 3  | サー・ヒュー・ストックウェル陸軍大将（英語版）         | イギリス陸軍   | 1960.9.22 - 1964.1.1    |
| 4  | サー・トーマス・パイク空軍元帥（英語版）               | イギリス空軍   | 1964.1.1 - 1967.3.1     |
| 5  | サー・ロバート・ブレイ陸軍大将（英語版）               | イギリス陸軍   | 1967.3.1 - 1970.12.1    |
| 6  | サー・デズモンド・フィッツパトリック陸軍大将（英語版） | イギリス陸軍   | 1970.12.1 - 1973.11.12  |
| 7  | サー・ジョン・モグ陸軍大将（英語版）                   | イギリス陸軍   | 1973.11.12 - 1976.11.12 |
| 8  | サー・ハリー・ツゾー陸軍大将（英語版）                 | イギリス陸軍   | 1976.3.12 - 1978.11.2   |
| 9  | ゲルト・シュミックル陸軍中将（英語版）                 | ドイツ連邦陸軍 | 1978.11.2 - 1980.4.1    |
| 10 | サー・ジャック・ハーマン陸軍大将（英語版）             | イギリス陸軍   | 1978.1.3 - 1981.4.9     |
| 11 | ギュンター・ルター海軍大将（英語版）                   | ドイツ連邦海軍 | 1980.4.1 - 1982.4.1     |
| 12 | サー・ピーター・テリー空軍大将（英語版）               | イギリス空軍   | 1981.4.9 - 1984.7.16    |
| 13 | ギュンター・キースリンク陸軍大将（英語版）             | ドイツ連邦陸軍 | 1982.4.1 - 1984.4.2     |
| 14 | ハンス＝ヨアヒム・マック陸軍大将（英語版）             | ドイツ連邦陸軍 | 1984.4.2 - 1987.10.1    |
| 15 | サー・エドワード・バージェス陸軍大将（英語版）         | イギリス陸軍   | 1984.7.16 - 1987.6.26   |
| 16 | サー・ジョン・アカースト陸軍大将（英語版）             | イギリス陸軍   | 1987.6.26 - 1990.1.17   |
| 17 | エーベルハルト・アイムラー空軍大将（英語版）           | ドイツ連邦空軍 | 1987.10.1 - 1990.10.2   |
| 18 | サー・ブライアン・ケニー陸軍大将（英語版）             | イギリス陸軍   | 1990.1.17 - 1993.4.5    |
| 19 | ディーター・クラウス陸軍大将（英語版）                 | ドイツ連邦陸軍 | 1990.10.2 - 1993.7.1    |
| 20 | サー・ジョン・ウォーターズ陸軍大将（英語版）           | イギリス陸軍   | 1993.4.5 - 1994.12.12   |
| 21 | サー・ジェレミー・マッケンジー陸軍大将（英語版）       | イギリス陸軍   | 1994.12.12 - 1998.11.30 |
| 22 | サー・ルパート・スミス陸軍大将（英語版）               | イギリス陸軍   | 1998.11.30 - 2001.9.17  |
| 23 | ディーター・ストックマン陸軍大将（英語版）             | ドイツ連邦陸軍 | 2001.9.17 - 2002.9.18   |
| 24 | ライナー・ファイスト海軍大将（英語版）                 | ドイツ連邦海軍 | 2002.9.18 - 2004.10.1   |
| 25 | サー・ジョン・レイス陸軍大将（英語版）                 | イギリス陸軍   | 2004.10.1 - 2007.10.22  |
| 26 | サー・ジョン・マッコール陸軍大将（英語版）             | イギリス陸軍   | 2007.10.22 - 2011.3     |
| 27 | サー・リチャード・シレフ陸軍大将（英語版）             | イギリス陸軍   | 2011.3 - 2014.3         |
| 28 | サー・エイドリアン・ブラッドショウ陸軍大将（英語版）   | イギリス陸軍   | 2014.3 - 2017.3         |
| 29 | サー・ジェームズ・エベラード陸軍大将（英語版）         | イギリス陸軍   | 2017.3 - 2020.4         |
| 30 | サー・ティム・ラドフォード陸軍大将（英語版）           | イギリス陸軍   | 2020.4 - 2023.7         |
| 31 | サー・キース・ブラウント海軍大将（英語版）             | イギリス海軍   | 2023.7 -                |